# Milczyce
Milczyce (ukr. Мильчиці) – wieś na Ukrainie w rejonie lwowskim (wcześniej w rejonie gródeckim) należącym do obwodu lwowskiego.
Miejscowość wzmiankowano w 1370 a rzymskokatolicka parafia istniała już w pierwszej połowie XV wieku. Wieś stanowiła do XX wieku jedyną wieś prawie wyłącznie rzymskokatolicką w otoczeniu wsi mieszanych lub czysto ukraińskich, podobnie jak np. Pnikut.
We wsi neoromańsko-neogotycka cerkiew pw. św. Dymitra, wybudowana w latach 1886–1887 jako kościół pw. św. Katarzyny według projektu Ludwika Baldwina-Ramułta i Juliana Cybulskiego.
W II Rzeczypospolitej wieś należała do powiatu rudeckiego w województwie lwowskim. W 1931 r. liczyła 1347 mieszkańców, prawie wyłącznie Polaków. W latach 1943–1945 nacjonaliści ukraińscy z OUN-UPA zamordowali tutaj 20 Polaków.